# Knarr
Lo knarr è un tipo di imbarcazione usata dai popoli norreni (in particolare i vichinghi) per scopi commerciali a partire dal IX secolo. Queste navi sono conosciute anche col nome di knaar, knorr e knörr. La tecnica di costruzione è dello stesso tipo di quella utilizzata per realizzare le navi chiamate drakkar.
Principalmente gli knarr vennero utilizzati per trasportare merci, come avorio di tricheco, lana, legname, grano, pellame, armature, schiavi, miele e armi. Veniva utilizzata anche come nave da rifornimento per i mercanti e i guerrieri durante i loro viaggi nel Mar Baltico e nel Mar Mediterraneo. Le rotte abituali di queste navi portavano i mercanti vichinghi dalla Scandinavia all'Islanda e alla Groenlandia, ma anche alle Isole britanniche, all'Europa continentale e probabilmente al Medio Oriente.

## Tecnica costruttiva
Rispetto al dreki, la nave utilizzata per la guerra ed il saccheggio e quindi progettate per la velocità, lo knarr aveva una carena più corta e più larga, con un maggiore pescaggio; inoltre pesava decisamente di più. La propulsione degli knarr era garantita da una sola vela quadra assicurata ad un singolo albero. Solitamente avevano un mezzo ponte ed una sorta di cassero a poppa. L'unica vela quadra e la chiglia, diversa rispetto ai drakkar, facevano sì che gli knarr non avessero una grande velocità nelle andature "portanti" (con il vento in poppa) per le quali esse erano progettate ma il vantaggio era che non dovevano dipendere dalla propulsione a remi. L'equipaggio era generalmente composto da 8-10 marinai.
Secondo le saghe norrene, quando Leif Ericsson intraprese il suo viaggio verso il Nord America lo fece dopo aver comprato la nave di Bjarni Herjólfsson, la stessa con cui quest'ultimo era stato portato fuori rotta molto a ovest della Groenlandia. Si pensa che la chiglia dei vascelli vichinghi venisse conservata generazione dopo generazione e che la nave venisse ricostruita intorno ad essa, tanto era l'influenza della mitologia su queste imbarcazioni. Inoltre, il riutilizzo di una chiglia in buone condizioni portava ad un risparmio di tempo e denaro.

## Storia
L'unico knarr trovato in buone condizioni venne recuperato nel 1962 in uno stretto canale del fiordo di Roskilde, in Danimarca, insieme ad altre navi vichinghe. Secondo gli archeologi le imbarcazioni erano state messe all'ingresso del fiordo per bloccare le incursioni di pirati nemici. Con ogni probabilità gli knarr furono le navi con cui i Vichinghi colonizzarono l'Islanda, la Groenlandia e Terranova.